# Eugen Trofin
Eugen „Mandel” Trofin (n. 14 iunie 1931, Leordeni, România – d. 20 ianuarie 2009, Bușteni, Prahova, România) a fost un antrenor de handbal din România.
Ca antrenor, principal sau secund, al echipei naționale masculine de seniori a României a câștigat două titluri mondiale: în 1964 și 1970; două medalii olimpice: una de argint, la Jocurile Olimpice de vară din 1976 și una de bronz, la Jocurile Olimpice de vară din 1972; și o medalie de bronz la Campionatul Mondial Universitar din Suedia (1963).
A antrenat și echipa națională de tineret a României și Universitatea București.
Trofin fost tehnicianul naționalelor Canadei și Israelului, cât și al echipei de club Benfica Lisabona.
A decedat ca urmare a unui atac cerebral și este înmormântat la Cimitirul Izvorul Nou din București.
A fost distins în 1970 cu Placheta de Aur de către Federația Română de Handbal.

## Distincții
- Ordinul „Meritul Sportiv” clasa a III-a (29 decembrie 1967) „pentru merite deosebite în domeniul culturii fizice și sportului”[5]
- Ordinul „Meritul Sportiv” clasa a II-a (29 martie 1974) „pentru comportarea remarcabilă și ocuparea locului I la Campionatul mondial de handbal masculin – ediția 1974 –, precum și pentru contribuția deosebită adusă la dezvoltarea acestui sport și la creșterea prestigiului sportului românesc pe plan internațional”[6]